# Auguste Michel Nobillet
Auguste Michel Nobillet, né en 1850 à Vitré, et mort en 1914, est un peintre paysagiste français.

## Biographie
Auguste Michel Nobillet est né le 8 juin 1850 à Vitré de Jean-Michel Nobillet, ingénieur et entrepreneur de chemin de fer et de Marie Louise Asselin. Il est élève de Verrier et P. Vayson. Il est membre de la Société des Artistes Français de 1884 à 1914 et son œuvre est représentée au Salon de la Société. Il obtient une mention honorable en 1888. Son père acquiert en 1865 le domaine et château de Trémigon à côté de Combourg (35) dont le parc bordé d'étangs inspirera à de nombreuses occasions, le peintre paysagiste. Il meurt le 22 novembre 1914.

## Quelques œuvres

### Œuvres en collection publique
- La Mare aux iris, huile sur toile, avant 1893 : Rennes, musée des beaux-arts [3],[4].
- La Mare aux iris, dessin, encre noire et plume sur papier, 1893 : Paris, musée du Louvre, département des arts graphiques [5].
- Étude de chardons, huile sur bois, 1896 : Vitré, musée du château [6].

### Autres œuvres
- Une soirée d'été aux Champs-Élysées, huile sur toile, 13 x 16 cm : vente Christie's, 13 avril 2011 [7].
- Paysage avec une jeune femme, huile sur toile, 32 × 40 cm : vente aux enchères, Cologne, Lempertz, 20 mars 2012, lot n° 126.